# Miss Israel 2021
Miss Israel 2021 fue la 72.ª edición del concurso Miss Israel. Se llevó a cabo el 24 de octubre de 2021 en el Hotel Debrah Brown, Tel Aviv (Israel). Esta fue la última edición del concurso después de que se anunciara su cancelación en noviembre de 2022.
Al final del evento, Tahila Levi coronó a Noa Cochva como su sucesora. Cochva representó a su país en Miss Universo 2021 en Eilat (Israel) pero no clasificó al Top 16 de cuartofinalistas.
El concurso fue conducido por la modelo y presentadora de televisión Reef Neeman y la cantante Noa Kirel se encargó del entretenimiento.

## Resultados
| Posición         | Candidata                                |
| ---------------- | ---------------------------------------- |
| Miss Israel 2021 | - 05 - Noa Cochva                        |
| 1.ª finalista    | - 02 - Yarin Buzaglo                     |
| Top 4            | - 04 - Aline Gurevich - 10 - Ofir Korsia |

## Candidatas
Doce candidatas compitieron por el título.
| N.º | Nombre         | Nombre en hebreo | Edad | Residencia    | Ref.         |
| --- | -------------- | ---------------- | ---- | ------------- | ------------ |
| 1   | Bat El Akale   | בת אל אקלה       | 22   | Bat Yam       | [ 6 ]        |
| 2   | Yarin Buzaglo  | ירין בוזגלו      | 18   | Petaj Tikva   | [ 7 ]        |
| 3   | Ruthy Benaim   | רותי בנעים       | 21   | Netanya       | [ 8 ]        |
| 4   | Aline Gurevich | אלין גורביץ'     | 18   | Atlit         | [ 9 ] [ 10 ] |
| 5   | Noa Cochva     | נועה כוכבא       | 22   | Bnei Atarot   | [ 11 ]       |
| 6   | Yarin Levi     | ירין לוי         | 19   | Guivat Shmuel | [ 12 ]       |
| 7   | Adi Navot      | עדי נבות         | 19   | Modi'ín       | [ 13 ]       |
| 8   | Noa Peretz     | נועה פרץ         | 20   | Even Yehuda   | [ 14 ]       |
| 9   | Gaia Tzairi    | גאיה צעירי       | 21   | Petaj Tikva   | [ 15 ]       |
| 10  | Ofir Korsia    | אופיר קורסיה     | 20   | Rishon LeZion | [ 16 ]       |
| 11  | Linoy Reuven   | לינוי ראובן      | 19   | Asdod         | [ 17 ]       |
| 12  | Nicole Rechman | ניקול רכמן       | 20   | Katzrin       | [ 18 ]       |